# Delbar Nazari
Delbar Nazari   (Khulm, 5 de març de 1956 - Calgary, 14 d'agost de 2024) va ser una política afganesa que fou ministra d'Afers de la Dona del 2015 al 2021.

## Biografia
Nazari era dona uzbeka originària del districte de Kholm, a la província de Balkh. Es graduà en el Centre de Formació de Professors de Balkh i es llicencià en relacions internacionals en la Universitat de Kabul.
Va ser directora de l'escola secundària Naeem Shahid de Samangan i va treballar per a Oxfam i Unicef sobre drets de les dones. Fou membre de la Cambra Popular de Samangan del 2005 al 2010. També treballà en el Ministeri de l'Interior pel desenvolupament de la cèdula nacional d'identitat electrònica.
Fou nomenada per l'equip d'Abdul·là Abdul·là per al govern d'unitat nacional ministra d'Afers de la Dona l'abril de 2015. El germà de Nazari treballà com a conseller ministerial. El 13 de juliol de 2016 li presentaren a la cambra baixa un vot de censura, acusant-la de corrupció i ineficàcia professional, una de les moltes mocions d'aquesta mena contra els ministres, però la votació fou rebutjada.
A l'octubre de 2016, Nazari participà en el programa Open Jirga de la BBC, per a debatre qüestions d'igualtat, malgrat els bombardeigs i atacs a la ciutat el dia anterior. El 13 de desembre de 2016, Nazari declarà als periodistes que més del 87% de les dones afganeses no se sentien segures: «La privació causa moltes amenaces a les dones en tot el país». El seu ministeri enregistrà més de 4.000 casos de violència masclista en els nou mesos anteriors. El 16 de març de 2018 pronuncià un discurs en les Nacions Unides durant el 62é període de sessions de la Comissió de la Condició Jurídica i Social de les Dones.